# Aino Värk-Hein
Aino Värk-Hein (Tartu, 6 mei 1933) was een basketbalspeelster die uitkwam voor het nationale team van de Sovjet-Unie.

## Carrière
Värk speelde in haar gehele carrière voor USK Tartu van 1951 tot 1962. Met Tartu werd ze drie keer tweede om het landskampioenschap van de Sovjet-Unie in 1957, 1958 en 1960. In 1959 werd ze tweede met de Estische SSR.
Met het nationale team van de Sovjet-Unie won Värk goud op het Europees Kampioenschap in 1956.

## Erelijst
- Landskampioen Sovjet-Unie:
  - Tweede: 1957, 1958, 1959, 1960
- Europees Kampioenschap: 1
  - Goud: 1956